# Август фон Саксония-Гота-Алтенбург
Август фон Саксония-Гота-Алтенбург (на немски: August von Sachsen-Gotha-Altenburg; * 14 август 1747, Гота; † 29 септември 1806,Гота) от рода на Ернестинските Ветини, е принц на Саксония-Гота-Алтенбург и меценат на изкуството по времето на Просвещението.

## Живот
Той е най-малкият син на херцог Фридрих III фон Саксония-Гота-Алтенбург (1699 – 1772) и съпругата му принцеса Луиза Доротея фон Саксония-Майнинген (1710 – 1767), дъщеря на херцог Ернст Лудвиг I фон Саксония-Майнинген и Доротея Мария фон Саксония-Гота-Алтенбург. Брат е на херцог Ернст II Лудвиг (1745 – 1804), който през 1772 г. наследява баща им като херцог на Саксония-Гота-Алтенбург.
През 1772 г. Август напуска военната си служба като майор. От 1778 г. той организира в Гота литературен кръг. Август поддържа контакт с Йохан Волфганг фон Гьоте, Йохан Готфрид Хердер и Кристоф Мартин Виланд, на когото помага и той посвещава на него своето произведение „Оберон“.
Август не се жени. Той умира на 29 септември 1806 г. на 59 години. Погребан е в княжеската гробница в дворцовата църква на дворец Фриденщайн в Гота.